# CSD San Martín (Burzaco)
Club Social y Deportivo San Martín de Burzaco jest argentyńskim klubem piłkarskim z siedzibą w mieście Burzaco (Partido Almirante Brown), w aglomeracji Wielkiego Buenos Aires.

## Osiągnięcia
- Mistrz czwartej ligi argentyńskiej (wówczas Primera División D): 1983
- Mistrz piątej ligi argentyńskiej Primera D Metropolitana: 1996 Clausura

## Historia
W latach 60. XIX wieku została zbudowana linia kolejowa Ferrocarril del Sur (Południowa Kolej Żelazna). W odległości 22 km od Buenos Aires zbudowano skład towarowy wraz ze stacją kolejową, którą nazwano na cześć Francisco Burzaco. Wkrótce wokół stacji wyrosło miasto Burzaco. Około 70 lat później, 1 maja 1936 roku został utworzony klub, który otrzymał nazwę na cześć generała San Martína, wyzwoliciela Argentyny i  Chile spod panowania hiszpańskiego imperium.
Od początku swego istnienia klub nie zdołał zajść wyżej niż do trzeciej ligi. Obecnie San Martín de Burzaco gra w Primera C Metropolitana, czwartej lidze systemu ligowego argentyńskiej federacji piłkarskiej  Asociación del Fútbol Argentino.